# Air (phim)
Air là bộ phim Nhật Bản năm 2005 do Dezaki Osamu đạo diễn và Nakamura Makoto viết kịch bản dựa trên visual novel cùng tên của Key. Ban đầu, bộ phim được dự kiến phát hành vào mùa thu 2004, nhưng đã bị hoãn; cuối cùng, phim ra mắt lần đầu tiên tại các rạp chiếu phim Nhật Bản vào ngày 5 tháng 2 năm 2005.

## Soundtrack
Soundtrack gốc của phim mang tên Air Film Soundtrack được Frontier Works phát hành lần đầu vào ngày 25 tháng 3 năm 2005. Soundtrack gồm một đĩa với 23 track. 22 track đầu là nhạc nền của phim do nhà soạn nhạc người Nhật Suo Yoshikazu sáng tác. Track cuối cùng của CD, "If Dreams Came True", là bài hát dựa trên ca khúc "Two people" (ふたり Futari) của Air Original Soundtrack viết cho visual novel gốc; "If Dreams Came True" do ca sĩ người Nhật Kawai Eri trình bày.